# Нгуен, Вьет Тхань
Вьет Тхань Нгуен (англ. Viet Thanh Nguyen, имя при рождении — Нгуен Тхань Вьет (вьет. Nguyễn Thanh Việt); род. 13 марта 1971, Буонметхуот, Южный Вьетнам) — американский писатель вьетнамского происхождения. Пишет в жанрах романа, короткой прозы и non-fiction. Профессор Университета Южной Калифорнии, член Американской академии искусств и наук (2018). Лауреат Пулитцеровской премии за художественную книгу 2016 года за свой дебютный роман «Сочувствующий». В 2017 году лауреат стипендии Макартура.

## Биография
Вьет Тхань Нгуен родился 13 марта 1971 года в городе Буонметхуот, Вьетнам. Его родители иммигрировали в 1954 году из Северного Вьетнама на юг в Республику Вьетнам.
В 1975 году, после захвата города Сайгон коммунистами его семья переехала в США. Сначала они жили в лагере для беженцев из Вьетнама в Форте Индиантаун Гап. В 1978 году семья переехала в город Гаррисберг, Пенсильвания.
Впоследствии Нгуен вместе с семьей переехал в Сан-Хосе, Калифорния, США. Здесь он учился в католической начальной школе Святого Патрика и окончил Белларминский колледж.
В 1992 году окончил Калифорнийский университет в Беркли, получив степень бакалавра искусств. В мае 1997 стал доктором философии. В этом же году переехал в Лос-Анджелес, где начал работать в Университете Южной Калифорнии.

## Творчество
Дебютный роман Нгуена «Сочувствующий» в 2016 году был отмечен Пулитцеровской премией, и премиями: «Эдгара Алана По», «Эндрю Карнеги» Американской библиотечной ассоциации, «Дублинской литературной» (2017), «Center for Fiction First Novel Prize», а также Asian/Pacific American Awards for Literature in Fiction, его роман стал книгой года по версии «The New York Times», «Wall Street Journal».
Нгуен написал документальный роман «Nothing Ever Dies: Vietnam and the Memory of War», повествующий о событиях Вьетнамской войны.
Кроме преподавательской и литературной деятельности, Нгуен является культурным критиком в «Los Angeles Times».